# The Brand (film, 1912)
Pour les articles homonymes, voir The Brand.
The Brand est un film muet américain réalisé par Allan Dwan et sorti en 1912.

## Synopsis
Forgeron de son état, Jim Haroll vit seul avec son vieux père, jusqu'au jour où il tombe éperdument amoureux et se marie avec une beauté de l'endroit. Mais au fil des mois, cet amour vacille et l'arrivée d'un marchand de parfum va précipiter les choses…

## Fiche technique
- Réalisation : Allan Dwan
- Durée : 10 minutes
- Date de sortie :
  - États-Unis :30 mai 1912

## Distribution
- J. Warren Kerrigan : Jim Haroll
- Pauline Bush : la femme de Jim
- Jack Richardson : le vendeur de parfum
- Marshall Neilan